# Джон Беярд Каллікотт
Джон Беярд Каллікотт (англ. John Baird Callicott) (1941) — один з найбільш відомих сучасних  американських екофілософів. Професор філософії та природних ресурсів в університеті Вісконсину та університеті Північного Техасу, член редколегій журналів «Екологічні цінності» (англ. «Environmental values») і «Екологічна етика» (англ. «Environmental ethics»). Найбільш відомі роботи: «На захист земельної етики» (1989) і «Екологічні інтуїції» (1992). Б. Каллікотт першим в США (з 1971 року) почав читати університетський курс  екологічної етики. На Заході Б. Каллікотта добре знають завдяки його роботам з розвитку ідей  О. Леопольда в галузі  етики землі, природоохоронної  естетики, а також з вивчення екологічної мудрості північноамериканських індіанців, про внутрішню цінність  дикої природи.
На тверде переконання Б. Каллікотта, екологічна етика повинна мати суворе  метафізичне обґрунтування, спиратися на теорію цінності, включаючи внутрішню цінність не тільки людей, а й природних істот і природи як цілого. Разом з тим, на думку екофілософа: «Внутрішня та інструментальна цінності не є взаємовиключними: багато речей можуть цінуватися одночасно за їх корисність і заради самих себе». Більш того, на думку Каллікотта, навіть краса і священність природи іноді описуються як внутрішня, а не як інструментальна цінність.
На відміну від прихильників захисту прав домашніх тварин, Б.Каллікотт підкреслює особливе значення диких видів:
|  | Дикі тварини і тубільні рослини займають особливе місце в природі відповідно до етики землі, якого не мають домашні тварини (тому що вони є продуктами людського мистецтва і представляють розширену присутність людських істот у природному світі. |

Б. Каллікотт приділяє багато уваги природоохоронній естетиці:
|  | Одна з головних причин, чому ми виділяємо певні природні території в національні, державні та місцеві парки це те, що вони вважаються красивими. Дійсно, на арені ресурсного управління та охорони природи, історично, природна естетика була більш важливою, ніж екологічна етика. Набагато більше наших рішень з охорони природи і її управління було мотивовано естетичними, а не етичними цінностями, красою, а не обов'язком. Коли ми вирішуємо, які місця нам врятувати, які відновити і які присвятити для інших цілей, то тоді більшу роль починає відігравати краса місцевості. Таким чином, повноцінна природна естетика надзвичайно важлива для повноцінної політики охорони природи ... |

Б. Каллікотт — один з небагатьох сучасних екофілософів, хто уважно вивчав екологічні традиції американських індіанців, які вміють жити в гармонії з дикою природою. До тварин, рослин, предметів ландшафту індіанці ставляться як до людей, з повагою, намагаються вступати з ними у складні соціальні відносини. А соціальне спілкування, на його думку, є тією матрицею, з якої виникає моральність.
Каллікотт розділяє індіанську «мудрість у спілкуванні з природою» на кілька типів:
1. Утилітарна охорона. Як приклад він наводить мисливські звичаї щодо раціонального розведення та відстрілу мисливських тварин.
2. Релігійне поклоніння. Релігійні мотиви можуть відігравати велику роль у виникненні ідеї охорони природи. Хоча в цьому випадку природоохорона найчастіше була побічним ефектом.
3. Екологічна обізнаність. Багато індіанських племен мали певні екологічні знання, які у вигляді прикмет і традицій стримували потенційне руйнування природного середовища.
4. Екологічна етика. Індіанці відчувають щиру повагу до природи, визнають права на благополуччя інших форм життя. Саме такий підхід до природи Б. Каллікотт вважає дуже важливим, що вимагає свого поширення в інших людських культурах[8].